# 笑ってよ
「笑ってよ」（わらってよ）は、光GENJIの11枚目のシングル。1990年11月3日（土曜日）にポニーキャニオンから発売された。

## 解説
恋人の悩みを知り、相談に乗る男子を歌った内容であり、対象年齢は高めである。
終盤など曲の要所で畳みかけるドラムが楽曲の大きな特徴である。
メンバーの山本淳一のみソロパートがない。カップリング曲「水彩画」はシングル曲候補の一曲であった。

## チャート成績
グループとして最後のオリコンシングルチャート第1位獲得作品である。
本作以降、1994年3月21日にSMAPが『Hey Hey おおきに毎度あり』で1位を獲得するまで、ジャニーズ事務所所属アーティストの1位獲得には実に3年4ヶ月の空白が開いた。

## 記録
売上枚数は、公称で19,2万枚。

## 収録曲
1. 笑ってよ(3:50)
作詞：三浦徳子 作曲・編曲：馬飼野康二
2. 水彩画(4:39)
作詞：真名杏樹 作曲：都志見隆 編曲：米光亮